# بهاراتاناتیام
بهاراتاناتیام (انگلیسی: Bharatanatyam; تامیلی: பரதநாட்டியம்) یکی از اشکال اصلی رقص کلاسیک هندی است که از تامیل نادو سرچشمه گرفته‌است. این یکی از هشت فرم رقص کلاسیک هندی است که به‌طور گسترده به رسمیت شناخته شده‌است و مضامین مذهبی و ایده‌های معنوی جنوب هند، به ویژه شیوئیسم و به‌طور کلی هندوئیسم را بیان می‌کند.
توصیفی از بهاراتاناتیام مربوط به قرن دوم پس از میلاد را می‌توان در حماسه باستانی تامیل سیلاپاتیکام (Silappatikaram) یافت، در حالی که مجسمه‌های معبد قرن ششم تا نهم پس از میلاد نشان می‌دهد که در اواسط هزاره اول پس از میلاد، این هنر نمایشی بسیار تکامل یافته بوده‌است. بهاراتاناتیام قدیمی‌ترین سنت رقص کلاسیک در هند است. بهاراتاناتیام فرم رقص رسمی در تامیل نادو است.
بهاراتاناتیام از همان ابتدای شکل‌گیری با مفاهیم مذهبی درآمیخته بوده و تا قرن نوزدهم منحصر به معابد هندو بود. در سال ۱۹۱۰ توسط دولت مستعمره بریتانیا ممنوع شد، اما از اوایل قرن بیستم، و همزمان با تغییرات اجتماعی و سیاسی حیات دوباره ای پیدا کرد و جامعه هندی به این ممنوعیت اعتراض کردند و عملکرد خود را در خارج از معابد در قرن بیستم گسترش دادند. تولیدات صحنه مدرن بهاراتاناتیام در سراسر هند گسترش یافته و محبوبیت یافته‌است که به روش‌های مختلف انجام شده و شامل اجراهای فنی، رقص خالص بر اساس ایده‌های غیر مذهبی و مضامین تلفیقی است. برادران تانجاور با رسمیت بخشیدن به بهاراتاناتیام به شکل هنری آهنگین، شکل واقعی رپرتوار روز اخیر بهاراتاناتیام را ارائه کردند.

## نگارخانه

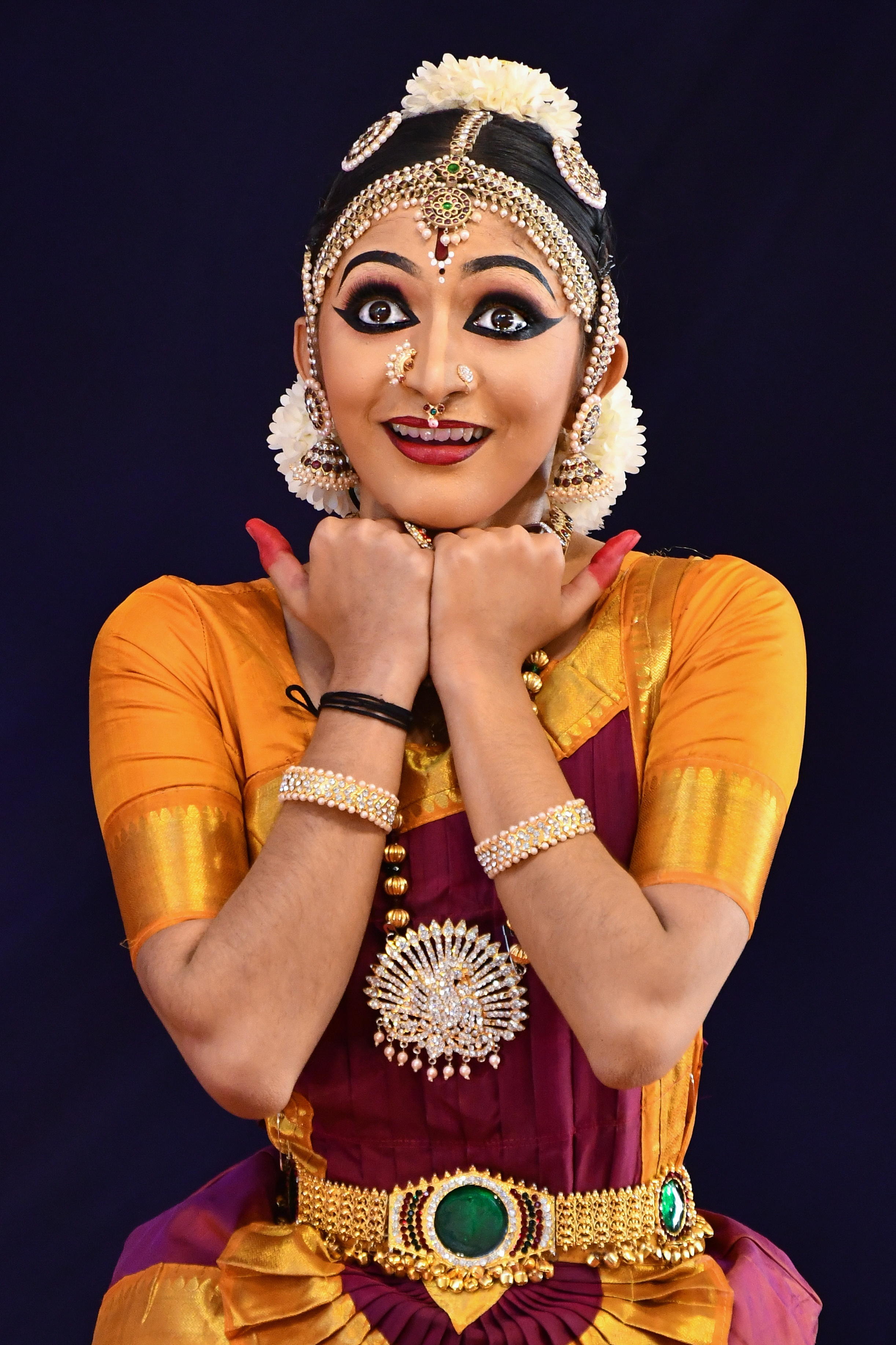
یک رقصنده زن بهاراتاناتیام در حال بیان.
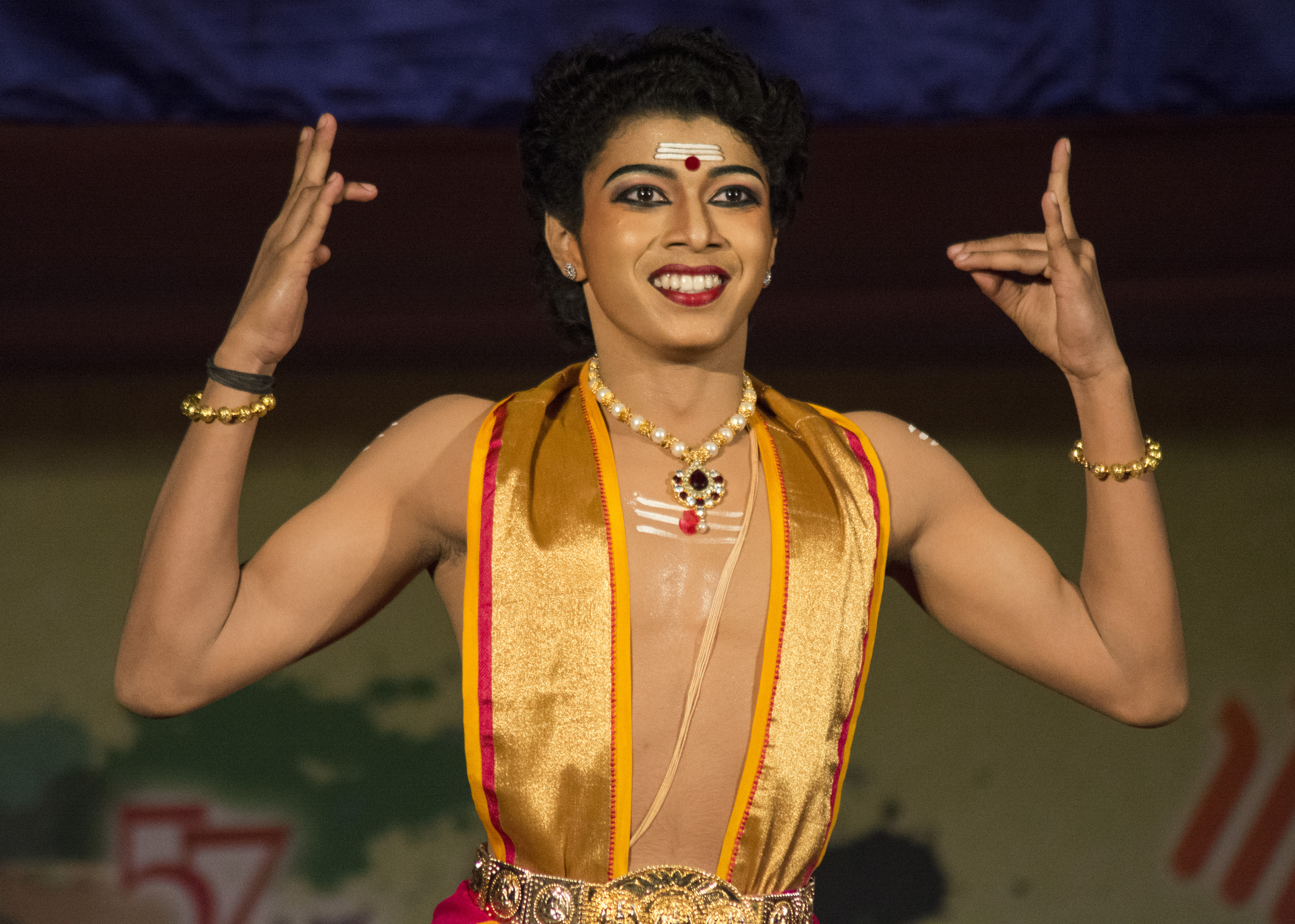
یک رقصنده مرد بهاراتاناتیام در حال بیان.
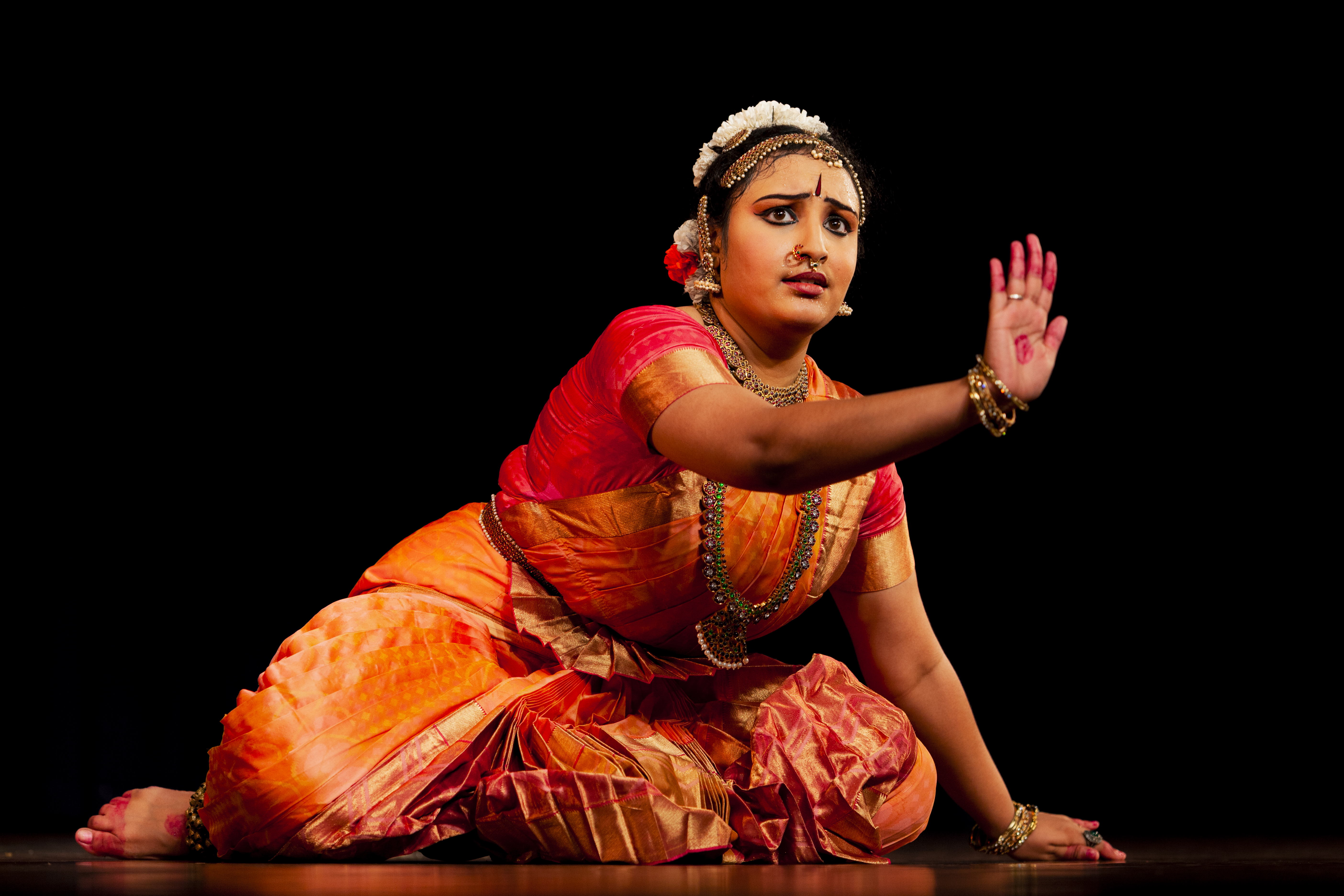
یک زن رقصنده بهاراتاناتیام.
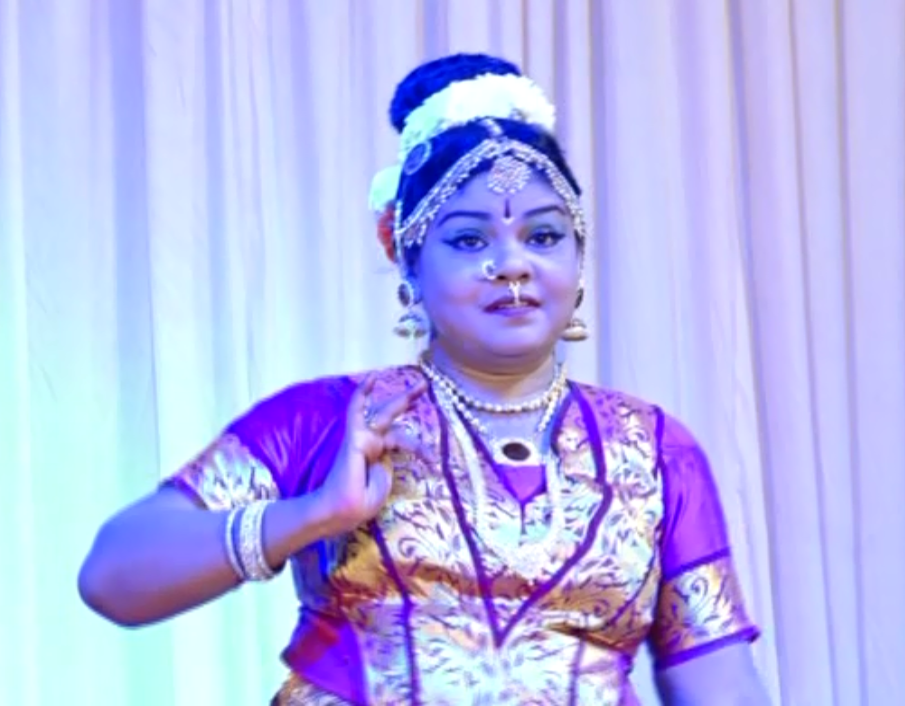
رقصنده ای که ژست الهه میناکشی را اجرا می‌کند
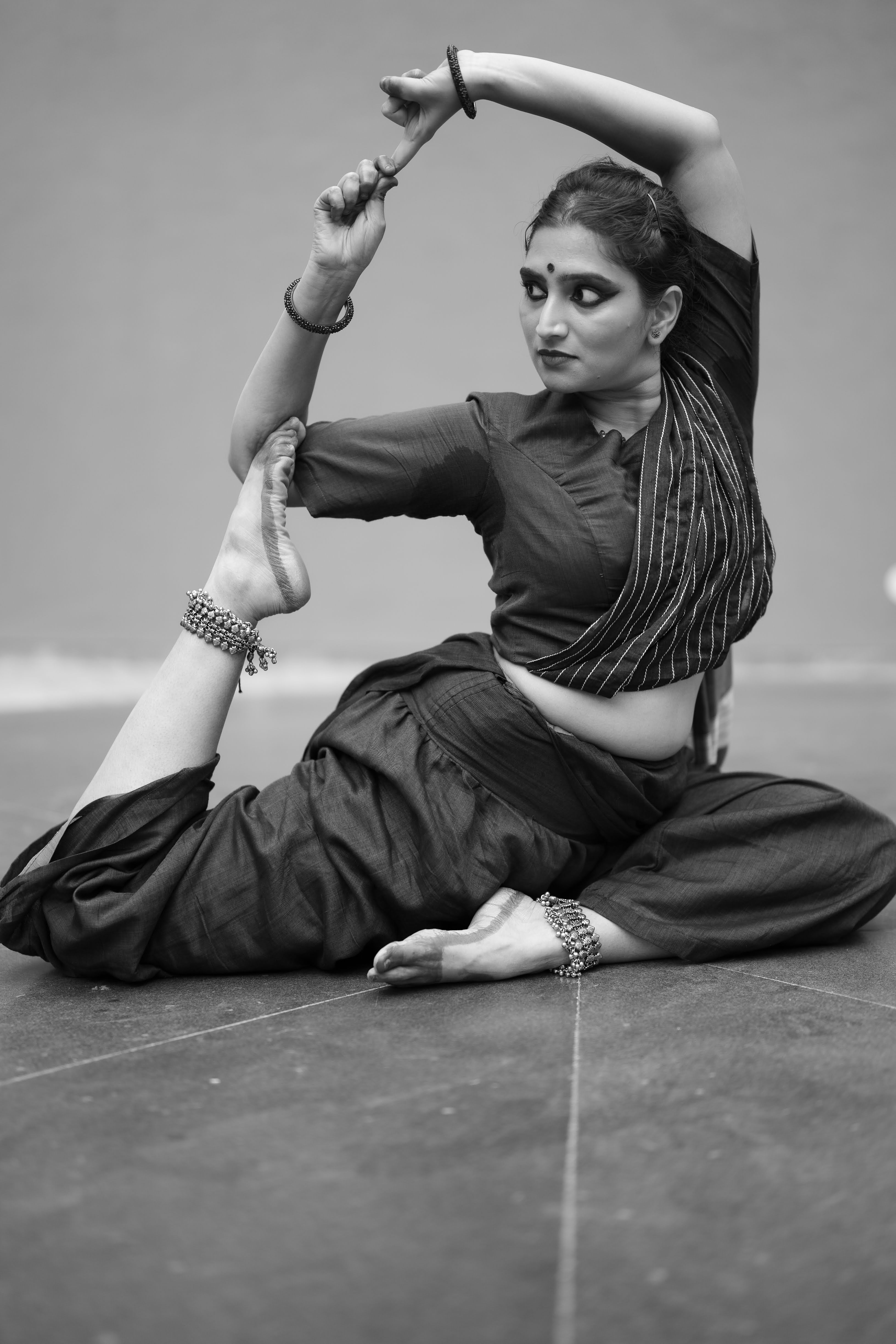
یک رقصنده بهاراتاناتیام در حال زدن ژست در حین تمرین
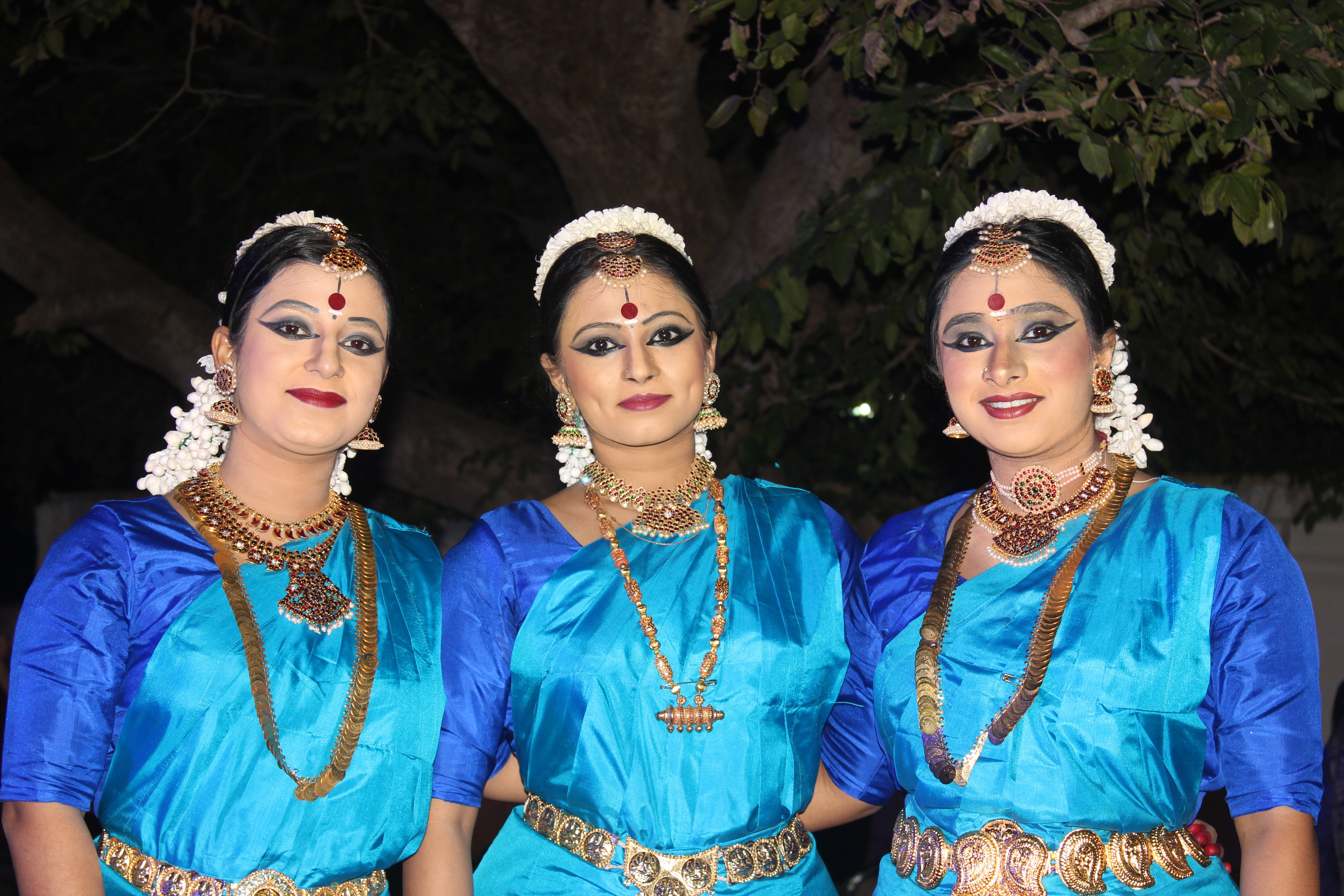
گروهی از رقصندگان زن بهاراتاناتیام.